# Сташов
Сташов или Ста̀шув (на полски: Staszów) е град в Югоизточна Полша, Швентокшиско войводство. Административен център е на Сташовски окръг, както и на градско-селската Сташовска община. Заема площ от 26,88 км2.